# Carlipa

Carlipa este o comună în departamentul Aude din sudul Franței. În 1 ianuarie 2022 avea o populație de 338 de locuitori.